# 高橋綾
高橋 綾（たかはし あや、1981年5月6日 - ）は、アナウンス倶楽部所属のフリーアナウンサー。

## 人物・経歴
長崎県大村市出身。長崎県立大学国際情報学部卒業。
ノベルティグッズの企画営業担当として大阪で勤務。その後飲食店の副店長・大手テーマパークのスポンサーラウンジの受付として、接客の仕事を経験。地元長崎に帰郷後はアナウンス倶楽部に所属し、フリーアナウンサーとしてエフエム長崎や結婚披露宴司会・人前式進行などを担当。
好物はチョコレート、煮魚、刺身。
趣味は映画DVD鑑賞、映画館へ行くこと、フィギュアスケート観戦・歌（ボイトレ経験あり）。
得意料理はパスタ。
エレクトーングレード5級の資格を保有。
好きな言葉は「What a lovely day!」（「マッド・マックス怒りのデスロード」より）

## 現在の担当番組
- Saturday Chat Box（エフエム長崎）

## 過去の担当番組
- Sunrise Station（エフエム長崎）
- オートバックスちょっとクルマなお喋り（エフエム長崎）